# Метью Стівенс
Метью Стівенс (англ. Matthew Stevens; нар. 11 вересня 1977 року)  —  валлійський професійний гравець у снукер.
Метью Стівенс виграв два з трьох турнірів Потрійної Корони (Мастерс у 2000 році та Чемпіонат Великої Британії у 2003 році), а також був дворазовим фіналістом третього турніру цієї серії - Чемпіонату світу зі снукеру в 2000 та 2005 роках. Як плідний брейкбілдер, Стівенс за свою кар’єру зробив більше 300 сенчурі-брейків, з яких один став максимальним (147 очок).

## Віхи кар'єри
1998 рік. Виходить до свого першого фіналу рейтингового турніру на чемпіонаті Великої Британії, де програє Джону Гіггінсу.
1999 рік. Виграє нерейтинговий турнір Regal Masters.
2000 рік. Виходить до фіналу Чемпіонату світу і веде проти Марка Вільямса з рахунком 13:7, але програє в підсумку 16-18. Виграє Мастерс, обігравши Кена Догерті з рахунком 10:8 у захоплюючому фіналі.
2003 рік. Виграв свій перший і єдиний рейтинговий титул на чемпіонаті Великої Британії в Йорку, перемігши в фіналі 10:8 Стівена Хендрі.
2005 рік. Виходить до свого другого фіналу в Крусіблі, але знову програє Шону Мерфі 16-18. Піднімається на четверте місце у світовому рейтингу професіоналів. Виграє трофей Північної Ірландії (нерейтинговий турнір).
2011 рік. Виграє Лігу чемпіонату.
2018 рік. Виходить до півфіналу International Championship.
2019 рік. Обігрує Марка Селбі і виходить до чвертьфіналу чемпіонату Великої Британії, але там програє Стівену Магвайру.

## Особисте життя
Метью Стівенс навчався у валлійській загальноосвітній школі, а тому вільно володіє валлійською мовою.
Крім снукеру він також виграв престижний турнір у Великій Британії з покеру у віці всього 27 років, обігравши 16-кратного чемпіона світу з дартсу Філа Тейлора в матчі за перше місце. Стівенс грав у покер лише 18 місяців до своєї перемоги.
У 2015 році Стівенс був оголошений банкрутом і приблизно в той же час розлучився. Він та його колишня дружина Клер Голловей мають двох синів, Фредді та Оллі, які народилися відповідно у 2004 та 2008 роках.